# Steve Colson
Adegoke Steve Colson (Newark, 4 september 1949) is een Amerikaanse jazzpianist, arrangeur, componist en muziekpedagoog.

## Biografie
Colson groeide op in East Orange en studeerde aan de Northwestern University School of Music. Begin jaren 1970 woonde hij eerst in Chicago, waar hij lid werd van de  AACM. Hij werkte sindsdien met muzikanten als Kalaparusha Maurice McIntyre, Muhal Richard Abrams, Pheeroan akLaff, Ed Blackwell, Hamiet Bluiett, Kahil El'Zabar, Joseph Jarman, Malachi Favors en Oliver Lake.
In 1978/1979 nam hij met zijn formatie Unity Troup zijn debuutalbum Triumph! op, waarbij hij ook te horen is op de altsaxofoon en de musette. In 1980 verscheen bij Black Saint het album No Reservation. Na zijn terugkeer aan de oostkust werkte hij met het Spirit of Life Ensemble, met Amina en met Blue Ark van Amiri Baraka. In 1997 speelde hij met Jarman, McIntyre, Favors en Zabar in de formatie Bright Moments, waarmee hij het album The Return of the Lost Tribe inspeelde bij Delmark Records. In 2004 ontstond met zijn echtgenote, de zangeres Iqua Colson, het duoalbum Hope for Love en in 2009 nam hij het album The Untarnished Dream op, waarbij Reggie Workman, Andrew Cyrille en weer zijn echtgenote meewerkten. Hij werkte ook mee bij het album New Life (1985) van David Murrays oktet, bij Door of the Cage (1994) en Marionettes on a High Wire (2001) van Baikida Carroll en bij Ode to the Living Tree van Andrew Cyrille.
Als arrangeur en orkestleider voerde hij de muziek van Willie 'The Lion' Smith op in het kader van het project Lost Jazz Shrines. Bovendien werkte hij als muzikaal leider voor verschillende theaterprojecten, zoals Adventures of a Black Girl in Search of God van Djanet Sears en The Life and Life of Bumpy Johnson met Amiri Baraka en Max Roach. Colson onderwees begin jaren 1980 in het kader van Jazz Artists in the Schools van het National Endowment for the Arts en is tegenwoordig docent aan het Bloomfield College in New Jersey. Hij woont in Montclair.
- Library of Congress Control Number: n98051365
- MusicBrainz: 7b08c7d4-4423-4590-8e3d-9fa6713cedf6
- Virtual International Authority File: 68546306